# Pozycja obserwowana
Pozycja obserwowana – we współczesnej nawigacji pozycję określona z ziemi, morza lub powietrza względem punktu o niezmiennej pozycji. Pozycja obserwowana może być określona wzrokowo (np. przelot nad określonym obiektem stałym) lub za pomocą systemu bazowanego na lądzie systemu dozorowania, np. radaru. 
Pozycja obserwowana bywa mylona z pozycją namierzoną, wyznaczoną przez punkt przecięcia linii pozycyjnych, czyli linii o stałej wartości mierzonego (wzrokowo lub elektronicznie) parametru nawigacyjnego: kąta, odległości, lub linii równej różnicy odległości.